# Wilhelm von Saint-Omer
Wilhelm von Saint-Omer (frz. Guillaume; † vor 1204) war der zweitgeborene Sohn von Walter von Saint-Omer, Fürst von Galiläa, und dessen Gattin Eschiva von Bures. Als solcher wurde er auch Wilhelm von Tiberias genannt.
Kurz nach dem Tod seines Vaters 1174 heiratete seine Mutter Eschiva den Grafen Raimund III. von Tripolis, der, da das Fürstentum aus dem Erbrecht Eschivas stammte, aus deren Recht die Regentschaft Galiläas übernahm.
Zusammen mit seinem Bruder Hugo II. kämpfte Wilhelm 1177 in der siegreichen Schlacht von Montgisard, in der eine Invasion des Ayyubiden-Sultan Saladin zurückgeschlagen wurde. 1187 war Saladin erfolgreicher. Er marschierte in Galiläa ein, schlug das Heer der Kreuzfahrerstaaten bei Hattin und eroberte einen Großteil ihres Landes, einschließlich des Fürstentums Galiläa. Wilhelm und seine Familie musste nach Tripolis fliehen.
Er war mit Maria verheiratet, der Tochter des Rainer, Konstabler von Tripolis, und Witwe des Balduin von Ibelin, Herr von Ramla und Mirabel. Mit ihr hatte er eine Tochter:
- Eschiva, ⚭ Hugo Sans-Avoir, Herr von Le Puy

Als nach 1187 seine Mutter starb, gingen deren Titularansprüche auf das Fürstentum Galiläa auf Wilhelms älteren Bruder Hugo II. über. Als dieser 1204 kinderlos starb, war Wilhelm bereits gestorben, so dass der Titel auf seinen jüngeren Bruder Rudolf von Saint-Omer überging. Dadurch wurde nach Rudolfs Tod 1219 Rudolfs Tochter Eschiva und nicht Wilhelms gleichnamige Tochter Titularfürstin von Galiläa. Die Titularansprüche wurden 1240 relevant, als Galiläa von den Ayyubiden zurückgegeben wurde und Eschiva das Fürstentum wieder in Besitz nahm.